# Gemini 1
Gemini 1 er en ubemandet prøveflyvning der blev gennemført som en del af Gemini-programmet med henblik på at afprøve det dengang ny-udviklede Gemini-rumfartøj og det interkontinentale missil Titan II der skulle bruges som løfteraket til opsendelsen. Der ud over var Gemini 1 også "jomfru-færden" for det nye sporings- og kommunikationssystem der indgik i Gemini-programmet.
Under den ganske korte flyvning, der blot ville omfatte tre kredsløb om Jorden, forblev fartøjet fastgjort til rakettens 2. trin. Fartøjet havde godt nok et varmeskjold, men man havde ingen intentioner om at bjærge fartøjet — tværtimod var der lavet fire store huller i Gemini 1's varmeskjold for at sikre at den gik til grunde under dens færd ind i Jordens atmosfære. Da flyvningen var ubemandet, havde Gemini 1 blot ballast installeret hvor de bemandede Gemini-fartøjer havde livsvigtige systemer for kabineluft m.v., og i stedet for sæder for astronauter var der installeret to "paller" med udstyr som pr. radio sendte oplysninger om tryk, vibrationer, acceleration, temperatur og de mekaniske belastninger på fartøjets bærende dele.

## Flyvningen
Gemini 1 blev opsendt den 8. april 1964 kl. 16:01:01,69 UTC fra startrampe nr. 19 på Cape Canaveral. Første trin blev afkastet to et halvt minut efter starten, hvor raketten befandt sig i 64 kilometers højde over et punkt 91 kilometer fra startrampen. Fem et halvt minut efter starten befandt Gemini 1 samt rakettens andettrin sig i en omløbsbane omkring Jorden — eneste "uheld" var, at Titan-raketten havde bibragt fartøjet en kende mere fart end tilsigtet, med det resultat at det højeste punkt på omløbsbanen lå 320 kilometer over Jorden, hvor man havde regnet med et maksimum ved 299 kilometers højde.
Efter tre omløb var missionen formelt forbi — modsat de senere, bemandede Gemini-flyvninger blev der for Gemini 1's vedkommende ikke brugt retroraketter for at få bremset fartøjet så meget til at det genindtræder i Jordens atmosfære — dog ville de yderste, tynde regioner af atmosfæren gradvist "bremse" Gemini 1 så meget, at den efter fire dages forløb faldt ned i den tætte del af atmosfæren og gik til grunde et sted over det sydlige Atlanterhav. Under hele turen forblev Gemini og rakettens 2. trin sammenkoblede.